# Nacho Sánchez
Nacho Sánchez (Àvila, 1992) és un actor espanyol. En la seva carrera teatral destaquen el seu premi Unión de Actores al millor actor revelació per La piedra oscura i el premi Max al millor actor per Iván y los perros. El debut cinematogràfic es va produir el 2019 amb Diecisiete, que li va valer una nominació als premis Goya.

## Biografia
Nacho Sánchez va néixer en Àvila en 1992. Va fer els seus primers passos en l'escenari en el grup teatral Criaturas de l'institut Isabel de Castilla. Posteriorment, es va graduar en la Reial Escola Superior d'Art Dramàtic i el director Pablo Messiez li va oferir un paper en l'obra La piedra oscura, reball gràcies al qual Sánchez va ser guardonat amb el premi Unión de Actores al millor actor revelació. Ha protagonitzat diverses obres en el Teatro Español, incloent-hi el monòleg Iván y los perros, pel qual se li va atorgar el premi Max al millor actor, i esdevingué el guanyador més jove de la categoria en la història del premi. Una altra de les seves interpretacions al Teatro Español va ser en l'obra inconclusa de Federico García Lorca El sueño de la vida, jal costat d'Emma Vilarasau.
Sánchez va debutar al cinema de la mà de Daniel Sánchez Arévalo, a la seva pel·lícula Diecisiete, coprotagonitzada al costat de Biel Montoro, i en la qual representava a Ismael, germà gran d'Héctor, personatge de Montoro, amb qui s'embarca en un viatge de carretera per la costa de Cantàbria. Aquesta actuació li va valer una nominació al Premi Goya al millor actor revelació. La seva següent pel·lícula va ser El arte de volver, de 2020, al costat de Macarena García i Ingrid García-Jonsson, dirigida per Pedro Collantes, a la que va seguir Un mundo normal, de Achero Mañas. Protagonitzà al costat de Jorge Perugorría la sèrie Doctor Portuondo, estrenada el 2021 a Filmin, interpretant el paper de Carlo Padial, creador de la sèrie. L’any 2022 a Mantícora, de Carlos Vermut, es va ficar en la pell de Julián, un dissenyador de videojocs torturat per un fosc secret, treball pel qual va ser nominat al seu segon premi Goya, en aquesta ocasió en la categoria de millor actor principal. Així mateix, va guanyar un Premi Feroz al millor actor protagonista per la seva interpretació en Mantícora.

## Filmografia
| Any  | Títol             | Paper        | Notes | Ref.   |
| ---- | ----------------- | ------------ | ----- | ------ |
| 2019 | Diecisiete        | Ismael       |       | [ 19 ] |
| 2020 | El arte de volver | Carlos       |       | [ 11 ] |
| 2021 | Doctor Portuondo  | Carlo Padial |       | [ 15 ] |
| 2022 | Mantícora         | Julián       |       | [ 16 ] |

## Reconeixements
| Any  | Guardó                                          | Categoria                      | Obra              | Resultat  | Ref.          |
| ---- | ----------------------------------------------- | ------------------------------ | ----------------- | --------- | ------------- |
| 2016 | XXV Premis de la Unión de Actores               | Millor actor revelació         | La piedra oscura  | Guanyador | [ 20 ]        |
| 2018 | XXI Premis Max                                  | Millor actor                   | Iván y los perros | Guanyador | [ 4 ]         |
| 2020 | XXXIV Premis Goya                               | Millor actor revelació         | Diecisiete        | Nominat   | [ 21 ]        |
| 2020 | XXIX Premis de la Unión de Actores              | Millor actor revelació         | Diecisiete        | Nominat   | [ 22 ] [ 23 ] |
| 2022 | XXVIII Premis Cinematogràfics José María Forqué | Millor interpretació masculina | Mantícora         | Nominat   | [ 24 ]        |
| 2023 | X Premis Feroz                                  | Millor actor protagonista      | Mantícora         | Guanyador | [ 18 ]        |
| 2023 | XXXVII Premis Goya                              | Millor actor                   | Mantícora         | Pendent   | [ 25 ]        |